# سازوکارهای استحکام‌بخشی مواد
روش‌های مختلفی برای تغییر تنش تسلیم، شکل‌پذیری و سختی کریستال‌ها و آمورف‌ها ابداع شده. این مکانیزم‌های استحکام بخشی به مهندسین این توانایی را می‌دهد که خواص مکانیکی مواد را طوری تغییر دهند که برای کاربردهای متعدد مناسب باشد. برای مثال خواص مطلوب فولاد، ناشی از تلفیق بینابینی کربن در شبکه آهن است. بر اثر یک مکانیزم استحکام بخشی، برنج، یک آلیاژ دوتایی از مس و روی، دارای خواص مکانیکی برتر در مقایسه با عناصر سازنده خود است. سخت کاری (مثل ضربه زدن به یک قطعه فلز داغ و سرخ شده روی سندان) هم برای قرن‌ها توسط آهنگران استفاده شده تا نابجایی را در مواد ایجاد کند که تنش تسلیم آن‌ها را افزایش دهد.

## تعریف
تغییر شکل پلاستیک وقتی به وجود می‌آید که تعداد زیادی نابحایی حرکت می‌کنند و بیشتر می‌شوند تا جایی که باعث ایجاد تغییر فرم ماکروسکوپیک می‌شوند. به عبارت دیگر، این حرکت نابجایی‌ها در ماده است که اجازه تغییر شکل می‌دهد. اگر بخواهیم خواص مکانیکی ماده را بهبود ببخشیم، باید مکانیزمی را درست کنیم که مانع حرکت این نابجایی‌ها شود. مکانیزم هرچه که باشد (کار سختی، کاهش اندازه دانه‌ها و…)، مانع این حرکت‌ها شده و ماده را قوی‌تر از قبل می‌کند.
تنش مورد نیاز برای به حرکت درآوردن نابجایی‌ها چند برابر کمتر از تنش مورد نیاز در تئوری برای انتقال یک صفحه از اتم هاست. از این رو، سختی و استحکام به اینکه نابجایی‌ها به چه آسانی جابه‌جا می‌شوند بستگی دارد. نقاط پین یا همان نقاطی در کریستال که از حرکت نابجایی‌ها ممانعت می‌کنند را هم می‌توان در شبکه اضافه کرد تا استحکام مکانیکی افزایش یابد. نابجایی‌ها ممکن است به خاطر تداخل محل تنش با دیگر نابجایی‌ها و اجزای محلول، پین شوند که ایجاد مرزهای فیزیکی از فاز دوم باعث تسریع تشکیل مرز دانه‌ها می‌شود.
چهار مکانیزم اصلی برای تقویت فلزات وجود دارد که هر کدام روشی است برای جلوگیری از حرکت نابجایی‌ها و انتشار است یا اینکه شرایط را از نظر انرژی برای نابجایی برای حرکت کردن نا مساعد می‌کند. برای ماده‌ای که با روشی مستحکم شده، مقدار نیروی مورد نیاز برای شروع تغییر شکل پلاستیک، بیشتر از همین مقدار برای ماده اصلی است.
در آمورف‌ها از جمله، پلیمرها، شیشه و فلزهای آمورفی، عدم وجود نظم دوربرد باعث تسلیم شدن ماده و شکست ترد، ترک برداشتن و تغییر شکل برشی می‌شود. در این سیستم‌ها، مکانیزم‌های استحکام بخشی شامل نابجایی‌ها نمی‌شوند بلکه شامل تغییر در ساختار شیمیایی و پردازش ماده تشکیل دهنده می‌شوند. استحکام مواد را نمی‌توان بی‌نهایت افزایش داد. هر یک از مکانیزم‌هایی که در ذیل توضیح داده شده شامل برخی مبادله‌ها هستند که خواص مواد در طول پروسه استحکام بخشی توسط آن‌ها تحت تأثیر قرار می‌گیرد.

## مکانیزم‌های استحکام بخشی در فلزات

### کار سختی
گونه‌های اصلی عامل کار سختی نابجایی‌ها هستند. نابجایی‌ها با یکدیگر با ایجاد استرس فیلد در ماده تعامل می‌کنند. تعامل میان استرس فیلدهای نابجایی‌ها می‌تواند مانع حرکت نابجایی با دفع یا جذب شود. به علاوه اگر دو نابجایی از هم عبور کنند، گیر افتادن خط نابجایی اتفاق می‌افتد که باعث ایجاد بی قاعدگی می‌شود که مانع حرکت نابجایی می‌شود. این گیرها و بی قاعدگی‌ها مانند نقاط پین عمل می‌کنند که مانع حرکت نابجایی‌ها می‌شود. احتمال وقوع این دو پروسه زمانی بیشتر است که نابجایی‌های زیادی وجود داشته باشد. ارتباط بین تراکم نابجایی و استحکام تسلیم عبارت است از:
{\displaystyle \Delta \sigma _{y}={Gb{\sqrt {\rho _{\perp }}}}}
جایی که در آن {\displaystyle G} مدول برشی، {\displaystyle b} بردار برگرز و {\displaystyle \rho _{\perp }} تراکم نابجایی است. افزایش تراکم نابجایی، استحکام تسلیم را افزایش می‌دهد که به این معنی است که تنش برشی بیشتری برای حرکت دادن نابجایی‌ها لازم است. این پروسه هنگام کار روی فلز به راحتی قابل مشاهده است.
در تئوری، استحکام ماده‌ای که هیچ نابجایی ندارد بسیار زیاد است چون برای تغییر شکل پلاستیک به شکستن همزمان تعداد زیادی پیوند نیاز است. اما در تراکم‌های متوسط (حدود 107-109 نابجایی /m2) ماده استحکام مکانیکی بسیار کمتری از خود نشان خواهد داد. به‌طور مشابه، حرکت دادن یک قالی لاستیکی روی یک سطح با ایجاد موج در آن راحت‌تر است تا کشیدن کل قالی. در تراکم‌های 1014 نابجایی/m2 یا بیشتر، استحکام ماده دوباره زیاد می‌شود. همچنین می‌دانیم که تراکم نابجایی نمی‌تواند بی‌نهایت زیاد باشد چرا که ماده در این صورت ساختار کریستالی خود را از دست می‌دهد.

This is a schematic illustrating how the lattice is strained by the addition of interstitial solute. Notice the strain in the lattice that the solute atoms cause. The interstitial solute could be carbon in iron for example. The carbon atoms in the interstitial sites of the lattice creates a stress field that impedes dislocation movement.

This is a schematic illustrating how the lattice is strained by the addition of substitutional solute. Notice the strain in the lattice that the solute atom causes.

### استحکام بخشی با محلول جامد
برای این مکانیزم استحکام بخشی، اتم‌های محلول یک عنصر به دیگری افزوده می‌شود که یا به صورت جانشینی یا بینابینی در نقاط دارای تقص کریستال می‌نشینند (شکل ۱). اتم‌های محلول باعث اعوجاج در کریستال می‌شوند که مانع حرکت نابجایی می‌شود که آن هم تنش تسلیم ماده را افزایش می‌دهد. اتم‌های محلول در اطراف خود ناحیه استرس دارند که می‌تواند با نواحی استرس نابجایی‌ها تعامل کند. حضور اتم‌های محلول، تنش‌های فشاری یا کششی به شبکه وارد می‌کند که با توجه به اندازه محلول که با نابجایی‌های اطرافش تداخل دارد، باعث می‌شود اتم‌های محلول به عنوان مرزهای بالقوه عمل کنند. تنش برشی لازم برای حرکت دادن نابجایی‌ها در یک ماده برابر است با:
که c تمرکز محلول و کشش در ماده بر اثر محلول است.
شکل۱- این شکل نشان می‌دهد که چگونه شبکه با اضافه کردن محلول جامد تحت فشار قرار می‌گیرد. محلول بینابینی می‌تواند برای مثال، کربن در آهن باشد. اتم‌های کربن در محل‌های بینابینی شبکه نواحی استرس ایجاد می‌کنند که مانع از حرکت نابجایی‌ها می‌شود.
افزایش تمرکز اتم‌های محلول باعث افزایش تنش تسلیم ماده خواهد شد ولی برای مقدار محلول محدودیتی وجود دارد و اینکه باید از طریق نمودار فاز ماده و آلیاژ مطمئن شد که فاز دومی به وجود نیامده باشد. عموماً روش استحکام بخشی با محلول جامد به تمرکز اتم‌های محلول، مدول برشی اتم‌های محلول، اندازه اتم‌های محلول، ظرفیت اتم‌های محلول (برای مواد یونی) و تقارن ناحیه استرس محلول بستگی دارد. بزرگی استحکام بخشی برای نواحی استرس نامتقارن بیشتر است چون که این محلول‌ها می‌توانند هم با نابجایی لبه‌ای و پیچی تعامل کند در حالی که نواحی استرس متقارن که فقط باعث تغییر حجم می‌شوند و نه تغییر شکل، فقط با نابجایی‌های لبه‌ای می‌توانند تعامل کنند.
شکل۲- این شکل نشان می‌دهد که چگونه نابجایی‌ها می‌توانند با یک ذره تعامل کنند. یا آن‌ها را بریده و رد می‌شوند یا دور آن‌ها می‌پیچند و در حالی که از روی ذره می‌گذرند، یک حلقه نابجایی درست می‌کنند.
این شکل نشان می‌دهد که چگونه شبکه با اضافه شدن محلول جایگزین، تغییر می‌کند.

### پیرسختی (سخت‌کاری بارشی)
در بیشتر سیستم‌های دو تایی، آلیاژ کردن بیشتر از مقدار مشخص شده در نمودار فاز باعث ایجاد فاز دومی خواهد شد. فاز دوم را همچنین می‌توان از روش‌های مکانیکی یا گرمایی درست کرد. ذراتی که رسوب فاز دوم را تشکیل می‌دهند مانند نقاط پین برای محلول‌ها عمل می‌کنند، در نتیجه ذرات لزوماً اتم‌های تنها نیستند.
نابجایی‌ها در یک ماده می‌توانند با اتم‌های رسوب به دو روش تعامل کنند (شکل۲). اگر اتم‌های رسوب کوچک باشند (شعاع ۵ نانومتر)، نابجایی‌ها آن‌ها را بریده و رد می‌شوند. در نتیجه سطوح جدیدی از ذرات در معرض ماتریس قرار می‌گیرند. برای ذرات بزرگتر (شعاع ۳۰ نانومتر) نابجایی نمی‌تواند ذره را ببرد و به ذره گبر کرده و دورش حلقه ایجاد می‌کند و باعث طویل شدن نابجایی‌ها می‌شود. معادلات مربوطه به این شکل هستند:

شکل 3: A schematic roughly illustrating the concept of dislocation pile up and how it effects the strength of the material. A material with larger grain size is able to have more dislocation to pile up leading to a bigger driving force for dislocations to move from one grain to another. Thus, less force need be applied to move a dislocation from a larger, than from a smaller grain, leading materials with smaller grains to exhibit higher yield stress.

برای دور زدن ذره:
{\displaystyle \Delta \tau ={Gb \over L-2r}}
برای بریدن ذره:
{\displaystyle \Delta \tau ={\gamma \pi r \over bL}}

### استحکام بخشی مرز دانه‌ای
در یک فلز چند کریستالی، اندازه دانه‌ها تأثیر بزرگی بر خواص مکانیکی دارد. چون دانه‌ها اغلب جهت گیری‌های متفاوت دارند، مرزدانه‌ها پدید می‌آیند. هنگام تغییر شکل، لغزش ایجاد می‌شود. مرزدانه‌ها به دو دلیل جلوی حرکت نابجایی‌ها را می‌گیرند: ۱-نابجایی باید جهتش را به خاطر تفاوت جهت دانه‌ها تغییر دهد. ۲-عدم ادامه صفحات لغزان از یک ذره به ذره دیگر. تنش مورد نیاز برای حرکت یک نابجایی از یک دانه به دانه دیگر برای اینکه در ماده تغییر شکل پلاستیک ایجاد کنیم به اندازه دانه بستگی دارد. تعداد میانگین نابجایی‌ها بر دانه، با میانگین اندازه دانه کاهش می‌یابد (شکل ۳). تعداد کمتر نابجایی به ازای دانه باعث فشار کمتر ناشی از تجمع نابجایی در مرز دانه‌ها می‌شود. این باعث سخت‌تر شدن حرکت نابجایی‌ها به دانه‌های مجاور می‌شود. این رابطه را رابطه هال-پچ می‌نامیم و اینگونه به صورت ریاضی نمایش می‌دهیم:
که k یک ثابت است، d اندازه متوسط دانه و تنش تسلیم اصلی است.
این حقیقت که تنش تسلیم با کاهش اندازه دانه افزایش می‌یابد، این هشدار را می‌دهد که اندازه دانه را نمی‌توان بی‌نهایت کاهش داد. با کاهش اندازه دانه، فضای آزاد بیشتری ایجاد می‌شود که باعث عدم مطابقت شبکه می‌شود. در کمتر از حدود ۱۰ نانومتر، مرز دانه‌ها تمایل به لغزش خواهند داشت؛ پدیده‌ای که به اسم لغزش مرز دانه‌ای شناخته می‌شود. اگر اندازه دانه خیلی کوچک شود، جا دادن نابجایی‌ها در دانه‌ها سخت‌تر می‌شود و تنش مورد نیاز برای حرکت آن‌ها کمتر می‌شود. تولید مواد با اندازه دانه کمتر از ۱۰ نانومتر تا سال‌های اخیر ممکن نبود، در نتیجه کشف اینکه استحکام در کمتر از یک اندازه دانه بحرانی کاهش می‌یابد، هنوز نیازمند بررسی های بیشتر است.
شکل۳- این شکل تا حدودی ایده تجمع نابجایی‌ها و تأثیر آن بر استحکام ماده را نشان می‌دهد. یک ماده با اندازه دانه بزرگتر می‌تواند نابجایی‌های بیشتری را جمع کند که باعث ایجاد نیروی مقاوم بزرگتری برای نابجایی‌ها در برابر حرکتشان از یک دانه به دانه دیگر می‌شود. بدین ترتیب، نیروی کمتری برای به حرکت درآوردن نابجایی از دانه بزرگ، نسبت به همین نیرو در دانه کوچک، نیاز است که این نتیجه را می‌دهد که: مواد با دانه‌های کوچکتر، تنش تسلیم بالاتری نشان می‌دهند.

### استحکام بخشی با دگرگونی
این روش برای فولادها به کار می‌رود. فولادهای با مقاومت بالا عموماً به سه دسته اصلی که بر اساس مکانیزم استحکام بخشی اعمال شده بر آنهاست تقسیم می‌شوند: ۱-فولادهای مستحکم شده با محلول جامد ۲-فولادها با دانه‌های بهبود یافته ۳-فولادهای مستحکم شده از روش دگرگونی
فولادهای دسته سوم غالباً مقادیر بیشتری کربن و منگنز استفاده می‌کنند و برای افزایش استحکام مورد حرارت کنترل شده قرار می‌گیرند. محصول نهایی دارای میکرو ساختار دوتایی از فریت با سطوح منحط مارتنزیت خواهد بود. این برای داشتن سطوح مختلف استحکام اجازه می‌دهد. سه نوع اصلی فولاد مستحکم شده با دگرگونی وجود دارد: دو فازی، شکل‌پذیری القا شده با دگرگونی و فولادهای مارتنزیتی.
فرایند بازپخت برای فولادهای دو فازی ابتدا شامل نگهداری فولاد در ناحیه دمایی آلفا+گاما برای مدت زمان مشخص می‌شود. در طی این زمان، کربن و منگنز به درون آستنیت پخش می‌شوند که یک فریت خالص تر به جا می‌گذارد. فولاد سپس فرونشانده می‌شود تا آستنیت به مارتنزیت تبدیل شود و فریت بماند و خنک شود. فولاد سپس در معرض یک چرخه دمایی قرار می‌گیرد تا به مقداری از مارتنزیت اجازه تجزیه شدن بدهد. با کنترل مقدار مارنتزیت در فولاد و همچنین درجه حرارت، سطح استحکام را می‌توان کنترل کرد. بسته به فرایند و ترکیب شیمیایی، استحکام چیزی بین ۳۵۰ تا ۹۶۰ مگاپاسکال است. فولادهای شکل‌پذیر القا شده با دگرگونی هم از کربن و منگنز به همراه گرما استفاده می‌کنند تا مقادیر کم آستنیت و بینیت را در ماتریس فریت حفظ کنند. فرایند گرمایی برای این نوع فولاد دوباره شامل بازپخت فولاد در ناحیه a+g برای مدت زمان کافی برای کربن و منگنز است تا در آستنیت پخش شود. فولاد سپس به دمای شروع مارتنزیت کوئنچ می‌شود و در آن دما نگه داشته می‌شود. این به تشکیل باینیت، یک محصول تجزیه آستنیت، اجازه می‌دهد. در حالی که در این دما نگهداری می‌شود، کربن بیشتری اجازه غنی کردن آستنیت را دارد. در عوض، این، دمای شروع مارتنزیت را به دمای کمتر از دمای اتاق کاهش می‌دهد. در اواخر کوئنچ کردن، یک آستنیت کم ثبات همراه با مقادیر کمی از باینیت در ماتریس عمدتاً فریتی حفظ می‌شود. این ترکیب از میکرو ساختارها مزیت استحکام بیشتر و مقاومت در برابر گلویی شدن را در فرایند شکل‌گیری دارند. این بهبودهای زیادی در شکل‌پذیری نسبت به دیگر فولادها ارائه می‌دهد. اساساً فولادهای شکل‌پذیر القا شده با دگرگونی با فرم دادن بسیار قوی تر می‌شود. تنش کششی این نوع فولادها در محدوده ۶۰۰–۹۶۰ مگاپاسکال است. فولادهای مارتنزیتی هم کربن و منگنز زیادی دارند. این‌ها در طی پردازش کاملاً تا مارتنزیت کوئنچ شده‌اند. ساختار مارتنزیت سپس دوباره به سطح استحکام مناسب گرم می‌شود که به فولاد سختی می‌بخشد. تنش کششی برای این فولادها تا ۱۵۰۰ مگاپاسکال هم می‌رسد.

## مکانیزم‌های استحکام بخشی در مواد آمورفی

### پلیمر
پلیمرها با شکسته شدن پیوندهای درون و برون مولکولی می‌شکنند. در نتیجه، ساختار شیمیایی این نوع مواد نقش بزرگی در افزایش استحکام دارند. برای پلیمرهای شامل زنجیرهایی که به راحتی از کنار هم سر می‌خورند، می‌توان اتصال عرضی شیمیایی و فیزیکی را برای افزایش سختی و استحکام به کار برد. در پلیمرهای ترموست، پل‌های دی سولفید و دیگر اتصالات عرضی کووالانسی باعث ایجاد ماده‌ای سخت می‌شوند که می‌تواند دماهای بسیار بالا را تحمل کند. این اتصالات عرضی مخصوصاً به بهبود استحکام کششی موادی که دارای فضای خالی زیادی که متمایل به ترک برداشتن هستند، کمک می‌کنند، از جمله پلیمرهای شیشه‌ای شکننده. در الاستومر (Elastomer)های نرم شونده با گرما، جداسازی فازهای نامتشابه متشکل از مونومرها، به ترکیب نواحی سخت در دریایی از فاز نرم ختم می‌شود که نتیجه اش می‌شود یک ماده با سختی و استحکام بیشتر.
بزرگ کردن واحدهای مونومر با الحاق حلقه‌های آریل یک مکانیزم استحکام بخشی دیگر است. ناهمسان‌گردی ساختار مولکولی به این معنی است که این مکانیزم‌ها به شدت وابسته به جهت فشار وارده هستند. با اینکه حلقه‌های آریل به‌طور قابل توجهی سختی را در جهت زنجیر افزایش می‌دهند، این مواد باز هم ممکن است در جهات عمودی شکننده باشند. ساختار ماکروسکوپی را می‌توان برای جبران این ناهمسان‌گردی تنظیم کرد. برای مثال، استحکام بالای کولار ناشی از انباشت چند لایه ساختار ماکروسکوپی است که لایه‌های پلیمر آروماتیک به خاطر همسایگان خود چرخانده شده‌اند. پلیمر انعطاف‌پذیر با ارتباط‌های انعطاف‌پذیر مانند پلی‌اتیلن، هنگامی که مایل به جهت زنجیر بارگذاری می‌شوند، بسیار متمایل به برش اتصال‌ها هستند، پس ساختارهای ماکروسکوپی که بارگذاری را موازی با جهت کشش قرار می‌دهند، استحکام را افزایش خواهند داد.
ترکیب پلیمرها هم یک روش دیگر برای افزایش استحکام است مخصوصاً برای موادی که ترک قبل از شکست نشان می‌دهند، مثل پلی‌استایرن اتکتیک.

### شیشه
بسیاری از شیشه‌های سیلیکاتی در برابر فشار مقاومند ولی در مقابل تنش نه. با اعمال فشار به ساختار، استحکام کششی ماده می‌تواند افزایش پیدا کند. این کار معمولاً با دو مکانیزم انجام می‌شود: حرارت دادن یا حمام شیمیایی (با تبادل یون). در شیشه‌های حرارت دیده، جت‌های هوا برای خنک کردن سریع بالا و پایین سطوح یک قطعه نرم (داغ) شیشه استفاده می‌شوند. از آنجایی که سطح سریع تر خنک می‌شود، فضای آزاد بیشتری در سطح نسبت به قسمت مذاب وجود دارد. سپس هسته قطعه سطح را به طرف داخل می‌کشد که باعث یک نیروی فشاری داخلی در سطح می‌شود. این به‌طور قابل ملاحظه‌ای استحکام کششی ماده را افزایش می‌دهد به طوری که اکنون نیروهای کششی اعمال شده به شیشه باید تنش‌های فشاری را رفع کنند تا تسلیم اتفاق بیفتد.
{\displaystyle \sigma _{y=modified}=\sigma _{y,0}+\sigma _{compressive}}
در روش شیمیایی، یک قطعه شیشه شامل تشکیل دهنده و تعدیل‌کننده شبکه، در حمام شامل نمک مذاب که شامل یون‌های بزرگتر از یون‌های حاضر در تعدیل‌کننده است، فرو برده می‌شود. به خاطر شیب غلظت یون‌ها، انتقال انبوه اتفاق می‌افتد. کاتیون بزرگ از نمک مذاب به سطح پخش می‌شود و جای یون‌های کوچکتر تعدیل‌کننده را می‌گیرد. جای‌گیری یون بزرگ در جای یون‌های کوچک باعث به وجود آمدن تنش فشاری در سطح شیشه می‌شود. در نتیجه استحکام شیشه افزایش می‌یابد.